# Kolej obwodowa
Kolej obwodowa (kolej pierścieniowa, okrężna) - określenie obwodnicy kolejowej, otaczającej obszar śródmieścia i łączącej wybiegające ze śródmieścia linie. Miano kolei obwodowej nosi jako nazwę własną wiele linii kolejowych.
Koleje obwodowe obok łączenia poszczególnych linii w celu omijania miasta przez pociągi towarowe czy transporty wojskowe mogą również służyć rozprowadzeniu ruchu na obszarze przedmieść.